# Stierieguszczij (1902)
Stierieguszczij (ros. Стерегущий) – rosyjski niszczyciel z początku XX wieku i wojny rosyjsko-japońskiej, jedna z 27 jednostek typu Sokoł.
Wyporność okrętu wynosiła około 250 ton, a jego główne uzbrojenie stanowiło pojedyncze działo kalibru 75 mm wsparte lżejszą artylerią oraz bronią torpedową. Napędzana maszynami parowymi jednostka rozwijała prędkość niespełna 27 węzłów, osiągając zasięg 450–660 Mm przy prędkości 13 węzłów.
Okręt należał do niszczycieli zbudowanych  w Port Artur z części dostarczonych z Rosji. Budowę rozpoczęto pod nazwą „Kulik” (Кулик), zmienioną w 1902 roku na „Stierieguszczij”. Okręt został zwodowany w czerwcu 1902 roku, a do służby w Marynarce Wojennej Imperium Rosyjskiego wszedł w sierpniu 1903 roku, w składzie Eskadry Oceanu Spokojnego. Brał udział w walkach pod Port Artur podczas wojny rosyjsko-japońskiej, w toku których został zatopiony jako pierwszy rosyjski niszczyciel 26 lutego?/10 marca roku nieopodal Port Artur przez japońskie niszczyciele, z większością załogi.

## Projekt i budowa
„Stierieguszczij” był jednym z 27 niszczycieli typu Sokoł, spośród których 26 wykonanych zostało przez rosyjski przemysł okrętowy na wzór zbudowanego w Wielkiej Brytanii w 1895 roku „Sokoła”. Prototypowy „Sokoł” był jednym z pierwszych i najnowocześniejszych niszczycieli na świecie, lecz na skutek szybkiego rozwoju tej klasy okrętów na przełomie wieków oraz opóźnienia z budową serii, okręty seryjne w chwili wejścia do służby były już przestarzałe, mniejsze i słabiej uzbrojone od nowych niszczycieli. Formalnie początkowo klasyfikowane były w Rosji jako torpedowce, przed wyodrębnieniem w 1907 roku klasy niszczycieli (dosłownie: torpedowców eskadrowych, ros. eskadriennyj minonosiec), aczkolwiek faktycznie od początku nazywane były niszczycielami.
Budowę niszczyciela zamówiono 8?/20 października 1898 roku w Zakładach Newskich w Petersburgu jako jednego z siedmiu, a ostatecznie dziewięciu budowanych tam niszczycieli tego typu przeznaczonych do wysłania w stanie rozmontowanym na Daleki Wschód. Budowę rozpoczęto według niektórych źródeł w 1900 roku. Pod koniec 1900 roku skompletowany okręt w częściach przewieziono statkiem do Port Artur. Stępkę pod jego budowę na miejscu położono w 1901 roku. Pierwotnie nosił nazwę „Kulik” (Кулик, pol. kulik), lecz po zmianie nazewnictwa rosyjskich niszczycieli 9?/22 marca 1902 roku przemianowano go na „Stierieguszczij” (Стерегущий, pol. strzegący). Okręt został zwodowany w Port Artur  9?/22 czerwca 1902 roku. W 1903 roku niszczyciel rozpoczął próby morskie. 20 sierpnia?/2 września 1903 roku został odebrany przez skarb cesarski.

## Dane taktyczno-techniczne
Okręt był czterokominowym niszczycielem z taranowym dziobem. Długość całkowita wykonanego ze stali niklowej kadłuba wynosiła 57,91 metra, szerokość 5,64 metra i zanurzenie 2,29 metra. Wyporność normalna wynosiła 240 ton, a pełna 258 ton. Okręt napędzany był przez dwie maszyny parowe potrójnego rozprężania o mocy 3800 KM, poruszające dwie śruby . Parę dostarczało osiem kotłów wodnorurkowych typu Yarrow. Prędkość projektowa wynosiła 26,5 węzła, natomiast okręt rozwinął podczas prób maksymalną prędkość średnią około 27 węzłów. Pełny zapas węgla wynosił 60 ton. Zapewniał on zasięg wynoszący od 450 do 660 Mm przy prędkości 13 węzłów .
Główne uzbrojenie artyleryjskie stanowiło pojedyncze działo kalibru 75 mm Canet o długości 50 kalibrów (L/50), umieszczone na platformie nad sterówką, strzelające pociskami o masie 4,9 kg, z zapasem 160 pocisków przeciwpancernych. Uzbrojenie uzupełniały trzy pojedyncze działa kalibru 47 mm Hotchkiss M1885 L/40 (dwa umieszczone na burtach za pomostem bojowym i jedno na samej rufie). Strzelały pociskami o masie 1,5 kg, a zapas amunicji wynosił 800 sztuk. Okręt wyposażony był w dwie pojedyncze obrotowe wyrzutnie torped kalibru 381 mm, umieszczone w osi podłużnej na pokładzie na rufie, z zapasem sześciu torped. Torpeda Whiteheada typu L wzór 1898 miała długość 5,18 metra i masę 430 kg (w tym głowica bojowa 64 kg), a jej zasięg wynosił 600 metrów przy prędkości 29–30 węzłów i 900 metrów przy 25 węzłach . 
Załoga niszczycieli typu Sokoł liczyła początkowo 52 osoby, w tym czterech oficerów, później stan wzrastał do 55 osób.

## Służba

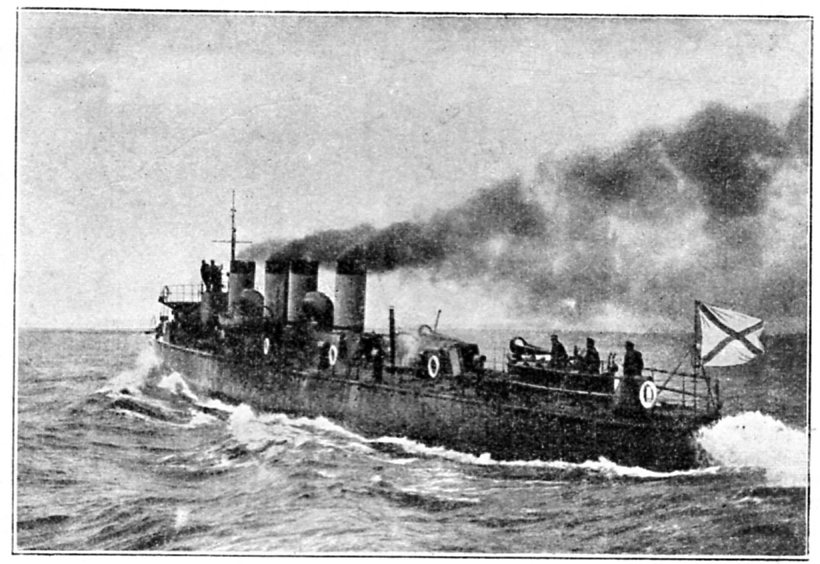
„Stierieguszczij” od rufy

„Stierieguszczij” został wcielony do służby w Marynarce Wojennej Imperium Rosyjskiego po ukończeniu prób w sierpniu 1903 roku. Wraz z innymi niszczycielami tego typu bazował w Port Artur, początkowo przydzielony do Flotylli Syberyjskiej, która po wybuchu wojny rosyjsko-japońskiej weszła w skład I Eskadry Oceanu Spokojnego. W momencie wybuchu wojny rosyjsko-japońskiej jednostka wchodziła w skład 2 oddziału niszczycieli, grupującego okręty typu Sokoł. Pierwszego dnia wojny, 27 stycznia?/9 lutego 1904 roku niszczyciele rosyjskie (w tym „Stierieguszczij”) wzięły udział w dziennej bitwie morskiej pod Port Artur, ale nie zostały ostatecznie użyte do ataku torpedowego, mimo takiego zamiaru, ani nie uczestniczyły w walce artyleryjskiej. Część publikacji omyłkowo podaje, że w nocy na 29 stycznia?/11 lutego „Stierieguszczij” zderzył się z niszczycielem „Bojewoj”, lecz w rzeczywistości w kolizji z udziałem „Bojewoja” uczestniczył bliźniaczy „Silnyj”. W dniach 3?/16 lutego – 7?/20 lutego „Stierieguszczij” i „Rieszytielnyj” wraz z kanonierkami „Gilak” i „Gajdamak” zabezpieczały postawienie trzech zagród minowych przez stawiacz min „Amur”.
W nocy z 10 na 11 lutego?/24 lutego „Stierieguszczij” i „Storożewoj” oraz unieruchomiony pancernik „Retwizan” uczestniczyły w odparciu pierwszego japońskiego ataku na Port Artur, mającego na celu zablokowanie wejścia do portu poprzez zatopienie na torze wodnym pięciu wypełnionych balastem branderów. Rano 11 lutego wysłane w rejs rozpoznawczy „Stierieguszczij”, „Storożewoj” i „Skoryj” stoczyły krótką potyczkę z japońskimi niszczycielami 4 dywizjonu, bez rezultatów ani strat. Ogółem podczas wojny, do 26 lutego 1904 roku „Stierieguszczij” 14 razy wychodził bojowo w morze i siedem razy patrolował w pobliżu bazy.
W nocy z 25 na 26 lutego?/10 marca 1904 roku „Stierieguszczij” wraz z „Rieszytielnym” udały się z misją rozpoznawczą w rejon Wysp Elliota w poszukiwaniu japońskich sił desantowych. W toku patrolu okazało się, że „Stierieguszczij” mógł rozwinąć jedynie prędkość 16 węzłów. Wracając, około 6:00 rosyjskie okręty napotkały na południe od Port Artur japońskie niszczyciele z 3 dywizjonu („Shinonome”, „Usugumo”, „Sazanami”, wsparte przez „Akebono” z 2 dywizjonu). Na początku walki do „Stierieguszczego” strzelał „Sazanami”, a później dołączył do niego „Akebono” i pozostałe japońskie okręty. Mimo zadanych „Akebono” uszkodzeń rosyjski niszczyciel o godzinie 6:40 zastopował, po zniszczeniu przez pociski dwóch kotłów, a o 7:10 z powodu uszkodzeń przerwał ogień, mając wiele przestrzeleń oraz zniszczony maszt i kominy i wybitą załogę na pokładzie. Uszkodzony „Rieszytielnyj” zdołał natomiast oderwać się od przeciwnika i powrócić do bazy, pod osłoną artylerii nadbrzeżnej. W walce poległo 49 członków załogi „Stierieguszczego”, wraz z dowódcą kmdr por. Aleksandrem Siergiejewem i trzema oficerami, a tylko czterech marynarzy zostało uratowanych przez „Sazanami” (dwóch wyłowionych z morza i dwóch przejętych z pokładu niszczyciela). Oddział pryzowy wysłany łodzią z „Sazanami” dokonał inspekcji uszkodzeń okrętu i podniósł na nim japońską banderę. Niszczyciel ten o 8:10, w celu zdobycia, wziął „Stierieguszczego” na hol, jednak po 18 minutach na skutek ciągłego napływania wody do kadłuba hol zerwał się. Wobec zbliżania się wysłanych na pomoc krążowników „Bajan” i „Nowik” (pod flagą wiceadmirała Makarowa), okręt został porzucony, po czym zatonął o godzinie 9:20 w odległości 7 Mm na południowy wschód od latarni morskiej Laotieszan. W walce w „Akebono” trafiło 27 pocisków obu rosyjskich niszczycieli, a w „Sazanami” 7 lub 8; według oficjalnych danych zginął jeden marynarz i raniono siedmiu.

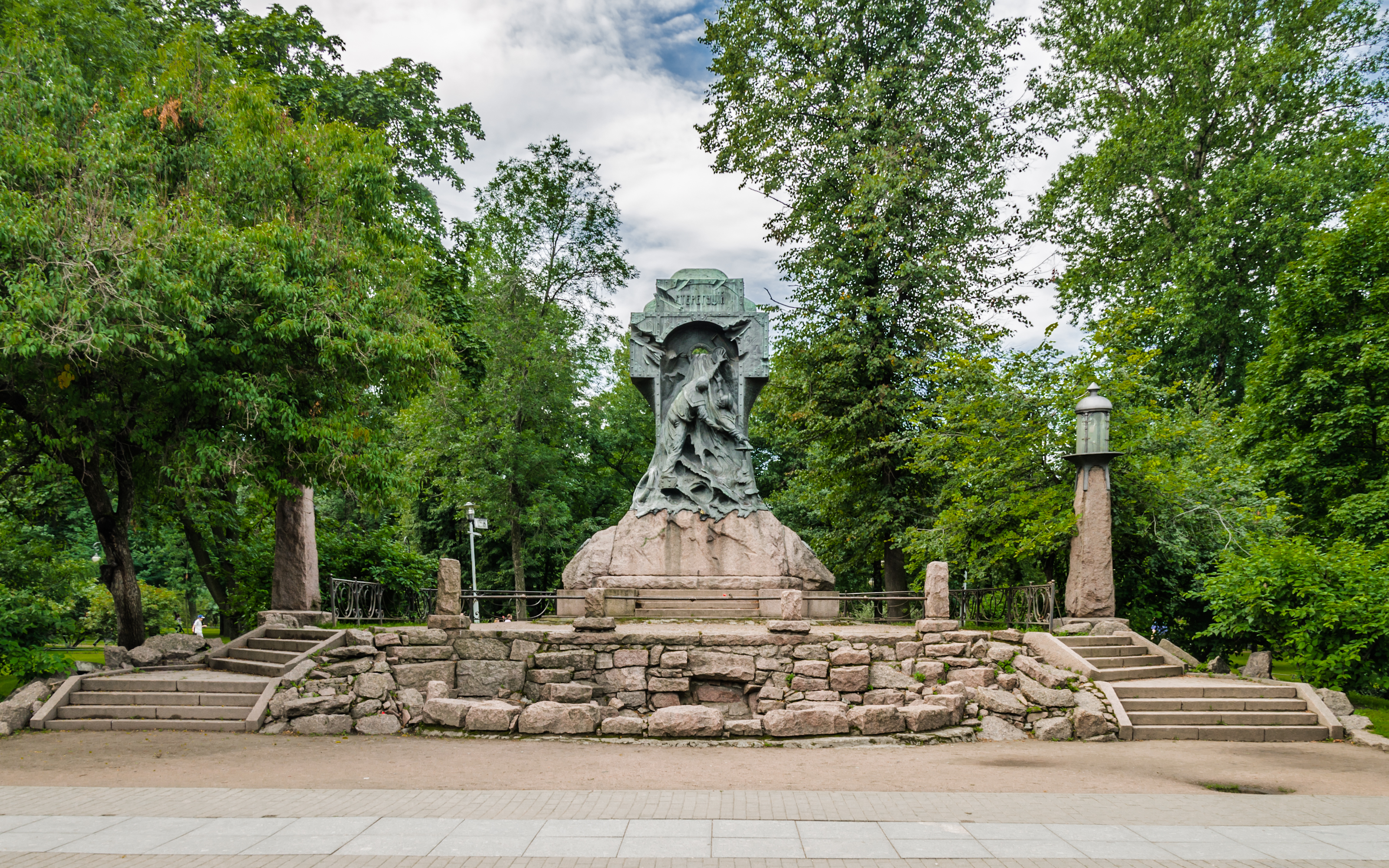
Pomnik poświęcony „Stierieguszczemu” w Petersburgu

„Stierieguszczyj” był pierwszym niszczycielem zatopionym w obronie Port Artur. Czterech ocalałych marynarzy, wziętych do niewoli, zostało uhonorowanych listem z wyrazami uznania za dzielność od japońskiego ministra marynarki admirała Gonnohyōe Yamamoto. Walka niszczyciela, który zatonął z prawie całą załogą, stała się znanym symbolem w Rosji. Wkrótce po tym w prasie powielono historię o dwóch marynarzach, którzy rzekomo mieli ukryć się w kadłubie i otworzyć zawory denne okrętu po zdobyciu go przez Japończyków, samemu tonąc razem z nim. Historia ta po zbadaniu przez sztab marynarki została odrzucona przez władze rosyjskie jako pozbawiony podstaw mit, mimo to motyw dwóch marynarzy stał się tematem pomnika autorstwa K. Izenberga, odsłoniętego w Petersburgu 26 kwietnia?/9 maja 1911 roku, upamiętniającego walkę „Stierieguszczego”. Imieniem jego dowódcy został nazwany później niszczyciel Flotylli Syberyjskiej.

### Dowódcy
| Imię i nazwisko                  | od                | do               | uwagi                                                              |
| kpt. mar. Boris Kuźmin-Karawajew | 28 listopada 1903 | 1903             | formalnie od 3 listopada 1903, wg innych źródeł: do 12 lutego 1904 |
| kpt. mar./kmdr por. Foma Skorupo | 1903              | 19 stycznia 1904 |                                                                    |
| kpt. mar. Aleksandr Siergiejew   | 19 stycznia 1904  | 26 lutego 1904†  | wg innych źródeł od 12 lutego 1904 lub od 17 lutego 1904           |

Oryginalne nazwy stopni: lejtienant (kapitan marynarki), kapitan 2-go ranga (komandor porucznik)